# ダイヤモンド☆コレクション
『ダイヤモンド☆コレクション』は、2017年7月4日（3日深夜）から千葉テレビ放送（チバテレ）で放送されている情報バラエティ番組である。
前身番組として、2017年1月4日（3日深夜）から3月29日（28日深夜）まで同じくチバテレで放送されていた『DIAMOND TV 〜桜舞絢爛〜』（ダイヤモンドティービー おうぶけんらん）がある。
また関連番組として、同じくチバテレで放送の『マスター☆コレクション』、市川うららFMで放送の『Diamond Saturday』と『Diamond Sunday』がある。

## 概要
週ごとに担当オーナーが変わる仕組みを採用し、毎回オーナーごとのチームでそれぞれの趣向を反映したコーナー作りを特徴として打ち出している。
出演者はSADA、蘇芳さくら、瀬尾にゃん（SHAKE HEAD）、シャケーザ（SHAKE HEAD） ほか。
このうち蘇芳さくらは、前身番組の『DIAMOND TV』にも出演していた。

## 放送時間
いずれも日本標準時。
番組は直前の時間帯に放送の『マスター☆コレクション』とともに2017年12月26日（25日深夜）の放送で一旦終了したが、2018年4月3日（2日深夜）に放送再開した。
なお、『マスター☆コレクション』も同日に放送再開したものの、同番組はそれから3か月で終了した。

### 第1期
- 火曜 2:00 - 2:30 （2017年7月4日 - 2017年9月26日）
- 火曜 2:30 - 3:00 （2017年10月3日 - 2017年12月26日）

### 第2期
- 火曜 2:45 - 3:15 （2018年4月3日 - 2018年5月1日）
- 火曜 2:30 - 3:00 （2018年5月8日 - 2018年6月26日）
- 火曜 2:00 - 2:30 （2018年7月3日 - 2018年9月25日）
- 火曜 1:30 - 2:00 （2018年10月2日 - ）

## コーナー
- Kirakira☆Magic - 女性タレントを中心とした王道バラエティ。
- 桜舞絢爛 - 和文化や和パフォーマーを紹介する。
- Play it! - 遊びやゲームなどアミューズメントを中心に取り上げる。
- 女性社長のカバン持ち - 女性社長の1日に密着して理念や思いを聞き出す。
- 匠の教室 - ゲストのクリエイター（俳優・作家ら）が生徒役の新人俳優らにプロとしての技術や仕事への熱意などを語るワークショップ番組。

## トラブル
2024年5月28日、雨上がり決死隊元メンバーの宮迫博之が自身のYoutube動画で「6月3日（4日未明）放送の『匠の教室』に出させていただくことになった。5年以上ぶりの地上波復帰決定」と述べたが、チバテレは5月30日に「当該回の企画内容・出演者について局として制作会社から説明を受けていない」とし、宮迫の「フライング告知」についても「局として聞いていない」「当該回の放送の予定はない」と宮迫の「告知」を否定。宮迫は同日X（Twitter）で「放送中止の報道がなされているが、事実確認を進めている」と説明したが、チバテレはその直後自社プレスリリースを発表し「外部の制作会社が制作する番組については、番組の内容や出演者などを事前に通告し、当社内にて協議した上で制作していただくことを関係各社に周知させている」「ネットニュースなどで報道されている宮迫出演の番組は、そのような通告もなく外部の制作会社によって制作されたものであり、よって当番組の放送の予定はない」と改めて否定した。

## スタッフ
- 企画：Diamond Sky / ダイヤモンド☆コレクション制作委員会
- 制作：スペリオライズ
- プロデュース：蘇芳さくら、佐々木勇太、山田賢一、北詰貴己、ZEN、けいと、ふみえ、あかり、釈迦院、トッティー、片岡達哉、木村貴秀
- 広報：蘇芳さくら、けいと、ふみえ、片岡達哉